# FK Sarajevo
FK Sarajevo steht für Fudbalski klub Sarajevo (Fußballverein Sarajevo). Der Klub aus Sarajevo ist einer der bekanntesten und erfolgreichsten aus Bosnien und Herzegowina. Während der jugoslawischen Zeit war der FK Sarajevo ein regelmäßiger Teilnehmer der ersten jugoslawischen Fußballliga. Heute spielt der Verein aus Sarajevo in der Premijer Liga. Stadtrivalen sind Bosniens Rekordmeister FK Željezničar Sarajevo und FK Olimpik Sarajevo.

## Geschichte
Der FK Sarajevo wurde am 24. Oktober 1946 gegründet. Eine Fusion zwischen dem FK Udarnik und SDM Sarajevo brachte den Verein hervor. Seit dem Jahr 1950 war der FK Sarajevo ein regelmäßiger Teilnehmer der ersten jugoslawischen Fußballliga. In der Saison 1964/1965 wurde der FK Sarajevo Vizemeister Jugoslawiens. In der Saison 1966/1967 errang der FK Sarajevo erstmals die jugoslawische Fußballmeisterschaft und unterbrach somit die langjährige Überlegenheit der Fußballvereine aus Serbien und Kroatien.
Schnell wurde der Verein überregional bekannt, da er viele internationale Begegnungen in den wichtigsten Wettbewerben Europas bestritt. Die Jahre 1957–1967 gehören zu den erfolgreichsten des Vereins. Zu dieser Zeit spielten beim FK Sarajevo bekannte Spieler wie Mirsad Fazlagić, Vahidin Musemić und Asim Ferhatović.
In der Saison 1967/1968 spielte FK Sarajevo im Europapokal der Landesmeister. In der ersten Runde spielte die Mannschaft gegen Olympiakos Nikosia in Nikosia 2:2 und gewannen zuhause im Stadion Koševo mit 3:1 und erreichten somit die zweite Runde. In der zweiten Runde mussten sie gegen Manchester United aus England spielen. Zu Hause spielten sie 0:0 und im Old Trafford verlor FK Sarajevo 1:2.
Asim Ferhatovićs Rücktritt im Jahre 1968 erschütterte die Sportfreunde Sarajevos. In Erinnerung an den Fußballer schrieb in den 1980er Jahren die Sarajevoer Rockband Zabranjeno pušenje das Lied Nedelja kad je otišo Hase (Der Sonntag als Hase ging). Die bekannteste Zeitung aus Sarajevo, Oslobodenje schrieb damals Jedan je Hase (Es gibt nur einen Hase). Auch nach dem Rücktritt von Asim Ferhatović spielte der FK Sarajevo weiterhin sehr erfolgreich. Vom Jahre 1948 bis 1982 spielte der FK Sarajevo insgesamt 226 internationale Fußballspiele auf vier Kontinenten. Davon gewann er 107, spielte 58-mal unentschieden und verlor 61-mal mit der Tordifferenz 570:383.
Die frühen 1980er Jahre war die zweite „goldene Ära“ des Vereins. Im Jahre 1980 wurde er zunächst jugoslawischer Vizemeister. 1982 erreichte er die 3. Runde des UEFA-Pokals, wo er gegen den späteren Gewinner RSC Anderlecht verlor. 1985 spielten die Mannschaft als jugoslawischer Landesmeister wiederum im Europapokal der Landesmeister, angeführt vom legendären bosnischen Spieler Safet Sušić.
Die 1990er waren die schwersten Zeiten für den FK Sarajevo. Infolge des Bosnienkriegs kam das gesamte kulturelle und sportliche Leben in der Hauptstadt Sarajevo praktisch zum Erliegen. 1994 spielte der FK Sarajevo ein Freundschaftsspiel gegen eine UNPROFOR-Auswahl, das er mit 4:1 gewann.
Seit dem Ende des Krieges in Bosnien spielt FK Sarajevo in der bosnischen Premijer Liga. Er ist einer der erfolgreichsten Vereine aus der jungen Geschichte des Landes. Zum 25. Jubiläum der erstmaligen Teilnahme am Europapokal der Landesmeister wurde 2001 Safet Sušić zum besten Spieler Bosnien und Herzegowinas gewählt. Asim Ferhatović landete auf Platz 3.

## Europapokalbilanz

### 2007/08
Als bosnischer Meister qualifizierte sich FK Sarajevo für die Qualifikation für die UEFA Champions League. In der 1. Qualifikationsrunde musste man gegen den Vertreter von Malta, den FC Marsaxlokk antreten. Sarajevo siegte in Malta mit 6:0 und stellte somit den höchsten Sieg in der Vereinsgeschichte im Europapokal auf. Im Rückspiel in Sarajevo wurde Marsaxlokk mit 3:1 bezwungen. In der 2. Runde der Qualifikation für die Champions League war der belgische Vertreter KRC Genk der Gegner von Sarajevo. Im Hinspiel in Belgien wurde Genk mit 2:1 bezwungen. Die Torschützen waren Admir Raščić und Veldin Muharemović für Sarajevo und Hans Cornelis für den KRC Genk. Sarajevo verlor zwar das Rückspiel mit 0:1, konnte aber wegen der Auswärtstorregel die 3. Qualifikationsrunde erreichen. Dort traf man auf den ukrainischen Meister Dynamo Kiew. Kiew siegte in beiden Spielen, mit 3:0 und 1:0. In der 1. Runde des UEFA-Pokals verlor Sarajevo schließlich gegen den FC Basel aus der Schweiz. Basel siegte in Sarajevo mit 2:1 und in Basel mit 2:0.

### 2009/10
FK Sarajevo qualifizierte sich als 3. für die zweite Qualifikationsrunde der Europa League, wo man auf den FC Spartak Trnava traf. Man besiegte das Team aus der Slowakei im Hinspiel zu Hause 1:0 und spielte eine Woche später in Trnava unentschieden (1:1), was für den Einzug in die dritte Qualifikationsphase reichte.
Dort traf das Team auf den schwedischen Vizemeister Helsingborgs IF. Im Hinspiel sicherte man sich durch eine engagierte Leistung eine gute 1:2-Niederlage. Im Rückspiel erreichte das Team vor rund 30.000 Zuschauern im fast ausverkauften Stadion Asim Ferhatović Hase ein 2:1 und zog nach dem Elfmeterschießen in die Playoffs der Europa League ein. Hier traf der FK Sarajevo auf den CFR Cluj. Das Hinspiel in Sarajevo endete 1:1. Nachdem die Mannschaft in Cluj mit 1:2 verloren hatte, glückte der Einzug in die Gruppenphase erneut nicht.

### 2014/15
Auch fünf Jahre später stand Sarajevo in der Playoff-Runde der UEFA Europa League. Auf dem Weg dorthin stieg er in der 2. Qualifikationsrunde ein, wo er auf den norwegischen Vertreter FK Haugesund traf. Das Hinspiel verlor man zuhause zwar mit 0:1, konnte diesen Rückstand aber mit einem 3:1-Sieg im Rückspiel noch vollständig drehen. Es folgte die 3. Runde, Gegner war Atromitos Athen aus Griechenland. Erneut verlor man im Hinspiel zuhause, dieses Mal endete die Partie mit 1:2. Aber Sarajevo kam im Rückspiel erneut zurück und siegte nach Verlängerung mit 3:1. Schlussendlich traf man in der Playoff-Runde auf den deutschen Vertreter Borussia Mönchengladbach. Auch dieses Mal setzte es im Hinspiel eine knappe Niederlage in der Höhe von 2:3. Diesmal konnten die Bosniaken den Rückstand aber nicht ausbaden und verloren das Rückspiel deutlich mit 0:7.

### 2020/21
Bei der bisher letzten Teilnahme an der Qualifikation zur UEFA Champions League wurde jede Runde aufgrund der COVID-19-Pandemie auf eine Partie gekürzt. Der Heimvorteil wurde hierbei per Losung entschieden. In der 1. Runde musste man sich auswärts dem walisischen Vertreter Connah’s Quay Nomads stellen. Sarajevo gewann die Partie souverän mit 2:0. Es folgte in der 2. Runde ein Auswärtsspiel gegen den belarussischen Verein Dinamo Brest. Die Bosniaken unterlagen mit 1:2 und wechselten in die Qualifikation zur UEFA Europa League.
In der 3. Runde empfing man daheim Budućnost Podgorica aus dem Nachbarland Montenegro. Trotz einer Gelb-Roten Karte in der 71. Minute gelang es dem Verein, sich mit 2:1 durchzusetzen. In der Playoff-Runde bekam man es schließlich mit dem schottischen Topklub Celtic Glasgow zu tun. Die Bosniaken unterlagen mit 0:1 und verpassten damit erneut die Gruppenphase.
| Saison  | Wettbewerb                    | Runde                  | Gegner                   | Gesamt          | Hin     | Rück          |
| ------- | ----------------------------- | ---------------------- | ------------------------ | --------------- | ------- | ------------- |
| 1967/68 | Europapokal der Landesmeister | 1. Runde               | Olympiakos Nikosia       | 5:3             | 2:2 (A) | 3:1 (H)       |
| 1967/68 | Europapokal der Landesmeister | 2. Runde               | Manchester United        | 1:2             | 0:0 (H) | 1:2 (A)       |
| 1980/81 | UEFA-Pokal                    | 1. Runde               | Hamburger SV             | 5:7             | 2:4 (A) | 3:3 (H)       |
| 1982/83 | UEFA-Pokal                    | 1. Runde               | Slawia Sofia             | 6:4             | 2:2 (A) | 4:2 (H)       |
| 1982/83 | UEFA-Pokal                    | 2. Runde               | Corvinul Hunedoara       | 8:4             | 4:4 (A) | 4:0 (H)       |
| 1982/83 | UEFA-Pokal                    | 3. Runde               | RSC Anderlecht           | 2:6             | 1:6 (A) | 1:0 (H)       |
| 1985/86 | Europapokal der Landesmeister | 1. Runde               | Kuusysi Lahti            | 2:4             | 1:2 (A) | 1:2 (H)       |
| 1998/99 | UEFA-Pokal                    | 1. Qualifikationsrunde | Germinal Ekeren          | 1:4             | 1:4 (A) | 0:0 (H)       |
| 2001/02 | UEFA-Pokal                    | Qualifikation          | Marítimo Funchal         | 0:2             | 0:1 (A) | 0:1 (H)       |
| 2002/03 | UEFA-Pokal                    | Qualifikation          | SK Sigma Olomouc         | 3:3 (5:3 i. E.) | 1:2 (A) | 2:1 n. V. (H) |
| 2002/03 | UEFA-Pokal                    | 1. Runde               | Beşiktaş Istanbul        | 2:7             | 2:2 (A) | 0:5 (H)       |
| 2003/04 | UEFA-Pokal                    | Qualifikation          | FK Sartid                | 1:4             | 1:1 (H) | 0:3 (A)       |
| 2006/07 | UEFA-Pokal                    | 1. Qualifikationsrunde | FC Rànger’s              | 5:0             | 3:0 (A) | 2:0 (H)       |
| 2006/07 | UEFA-Pokal                    | 2. Qualifikationsrunde | Rapid Bukarest           | 1:2             | 1:0 (H) | 0:2 (A)       |
| 2007/08 | UEFA Champions League         | 1. Qualifikationsrunde | FC Marsaxlokk            | 9:1             | 6:0 (A) | 3:1 (H)       |
| 2007/08 | UEFA Champions League         | 2. Qualifikationsrunde | KRC Genk                 | (a)2:2(a)       | 2:1 (A) | 0:1 (H)       |
| 2007/08 | UEFA Champions League         | 3. Qualifikationsrunde | Dynamo Kiew              | 0:4             | 0:1 (H) | 0:3 (A)       |
| 2007/08 | UEFA-Pokal                    | 1. Runde               | FC Basel                 | 1:8             | 1:2 (H) | 0:6 (A)       |
| 2009/10 | UEFA Europa League            | 2. Qualifikationsrunde | FC Spartak Trnava        | 2:1             | 1:0 (H) | 1:1 (A)       |
| 2009/10 | UEFA Europa League            | 3. Qualifikationsrunde | Helsingborgs IF          | 3:3 (5:4 i. E.) | 1:2 (A) | 2:1 n. V. (H) |
| 2009/10 | UEFA Europa League            | Play-offs              | CFR Cluj                 | 2:3             | 1:1 (H) | 1:2 (A)       |
| 2011/12 | UEFA Europa League            | 2. Qualifikationsrunde | Örebro SK                | 2:0             | 0:0 (A) | 2:0 (H)       |
| 2011/12 | UEFA Europa League            | 3. Qualifikationsrunde | Sparta Prag              | 0:7             | 0:5 (A) | 0:2 (H)       |
| 2012/13 | UEFA Europa League            | 1. Qualifikationsrunde | Hibernians Paola         | 9:6             | 5:2 (H) | 4:4 (A)       |
| 2012/13 | UEFA Europa League            | 2. Qualifikationsrunde | Lewski Sofia             | 3:2             | 0:1 (A) | 3:1 (H)       |
| 2012/13 | UEFA Europa League            | 3. Qualifikationsrunde | FK Zeta Golubovci        | (a)2:2(a)       | 2:1 (H) | 0:1 (A)       |
| 2013/14 | UEFA Europa League            | 1. Qualifikationsrunde | AC Libertas              | 3:1             | 1:0 (H) | 2:1 (A)       |
| 2013/14 | UEFA Europa League            | 2. Qualifikationsrunde | FK Kukësi                | 2:3             | 2:3 (A) | 0:0 (H)       |
| 2014/15 | UEFA Europa League            | 2. Qualifikationsrunde | FK Haugesund             | 3:2             | 0:1 (H) | 3:1 (A)       |
| 2014/15 | UEFA Europa League            | 3. Qualifikationsrunde | Atromitos Athen          | 4:3             | 1:2 (H) | 3:1 n. V. (A) |
| 2014/15 | UEFA Europa League            | Play-offs              | Borussia Mönchengladbach | 02:10           | 2:3 (H) | 0:7 (A)       |
| 2015/16 | UEFA Champions League         | 2. Qualifikationsrunde | Lech Posen               | 0:3             | 0:2 (H) | 0:1 (A)       |
| 2017/18 | UEFA Europa League            | 1. Qualifikationsrunde | FC Zaria Bălți           | 3:3 (5:6 i. E.) | 1:2 (A) | 2:1 (H)       |
| 2018/19 | UEFA Europa League            | 1. Qualifikationsrunde | Banants Eriwan           | 5:1             | 2:1 (A) | 3:0 (H)       |
| 2018/19 | UEFA Europa League            | 2. Qualifikationsrunde | Atalanta Bergamo         | 2:10            | 2:2 (A) | 0:8 (H)       |
| 2019/20 | UEFA Champions League         | 1. Qualifikationsrunde | Celtic Glasgow           | 2:5             | 1:3 (H) | 1:2 (A)       |
| 2019/20 | UEFA Europa League            | 2. Qualifikationsrunde | Freilos                  |                 |         |               |
| 2019/20 | UEFA Europa League            | 3. Qualifikationsrunde | BATE Baryssau            | 1:2             | 1:2 (H) | 0:0 (A)       |
| 2020/21 | UEFA Champions League         | 1. Qualifikationsrunde | Connah’s Quay Nomads     | 2:0             | 2:0 (A) | 2:0 (A)       |
| 2020/21 | UEFA Champions League         | 2. Qualifikationsrunde | FK Dinamo Brest          | 1:2             | 1:2 (A) | 1:2 (A)       |
| 2020/21 | UEFA Europa League            | 3. Qualifikationsrunde | Budućnost Podgorica      | 2:1             | 2:1 (A) | 2:1 (A)       |
| 2020/21 | UEFA Europa League            | Play-offs              | Celtic Glasgow           | 0:1             | 0:1 (A) | 0:1 (A)       |
| 2021/22 | UEFA Europa Conference League | 1. Qualifikationsrunde | FC Milsami               | 0:1             | 0:0 (A) | 0:1 (H)       |
| 2023/24 | UEFA Europa Conference League | 1. Qualifikationsrunde | FC Torpedo Kutaissi      | 3:3 (2:4 i. E.) | 2:2 (A) | 1:1 n. V. (H) |
| 2024/25 | UEFA Conference League        | 1. Qualifikationsrunde | FK Aqtöbe                | 3:3 (4:3 i. E.) | 1:0 (A) | 2:3 n. V. (H) |
| 2024/25 | UEFA Conference League        | 2. Qualifikationsrunde | Spartak Trnava           | 0:3             | 0:0 (H) | 0:3 (A)       |
| 2025/26 | UEFA Conference League        | 2. Qualifikationsrunde | CS Universitatea Craiova | 2:5             | 2:1 (H) | 0:4 (A)       |

Gesamtbilanz: 88 Spiele, 28 Siege, 19 Unentschieden, 41 Niederlagen, 117:153 Tore (Tordifferenz −36)

## Spieler und Trainer

### Ehemalige Spieler
- Asim Ferhatović (1948–1950) Jugend, (1952–1960, 1964–1967) Spieler,
- Ibrahim Biogradlić (1951–1967)
- Džemaludin Mušović (1962–1966, 1969–1972)
- Safet Sušić (1972–1973) Jugend, (1973–1982) Spieler,
- Murat Jašarević (1988–1992)

### Ehemalige Trainer
- Džemaludin Mušović (1988–1990)
- Robert Jarni (2013–2014)
- Meho Kodro (2014–2015)

## Erfolge
- Jugoslawische Meisterschaft
  - Meister (2): 1966/67, 1984/85
  - Vizemeister (2): 1964/65, 1979/80
- Jugoslawischer Pokal
  - Finalist (2): 1966/67, 1982/83
- Premijer Liga
  - Meister (5): 1998/99, 2006/07, 2014/15, 2018/19, 2019/20
  - Vizemeister (7): 1994/95, 1996/97, 1997/98, 2005/06, 2010/11, 2012/13, 2020/21
- Bosnisch-herzegowinischer Pokal
  - Sieger (8): 1996/97, 1997/98, 2001/02, 2004/05, 2013/14, 2018/19, 2020/21, 2024/25
  - Finalist (4): 1998/99, 2000/01, 2016/17, 2021/22
- Bosnisch-herzegowinischer Supercup
  - Sieger (1): 1997
  - Finalist (2): 1998, 1999

## Fans
Die Ultras von FK Sarajevo werden Horde Zla (dt. Horden des Übels) genannt, die schon oft mit gegnerischen Fans in Auseinandersetzungen verwickelt waren. So kam es am 4. Oktober 2009. vor dem Erstligaspiel zwischen NK Široki Brijeg, einem kroatisch dominierten Klub, und dem FK Sarajevo zu einer der schwersten Ausschreitungen in Bosnien und Herzegowina. Nach Zusammenstößen der zwei rivalisierenden Fangruppen und der Polizei in der Nähe von Mostar, wurde ein Anhänger des FK Sarajevo durch einen Schuss aus einer Feuerwaffe tödlich verwundet, sowie 18 Polizisten und 15 Anhänger verletzt, davon 6 schwer. Bei dem Täter, der den Anhänger erschossen hatte, soll es sich um einen einstigen Angehörigen des ehemaligen Kroatischen Verteidigungsrates (Hrvatsko vijece obrane, HVO) gehandelt haben.